# Muntazer al-Zaidi
Muntazer al-Zaidi (àrab: منتظر الزيدي, Muntaẓar az-Zaydī) (nascut el 12 de novembre de 1979) és un periodista d'Iraq que treballa com a corresponsal per Al-Baghdadia TV, una cadena del Caire propietat d'uns iraquians. Al-Zaidi acostumà a informar sobre les conseqüències de vídues, orfes, i nens de la guerra d'Iraq de 2003. El 16 de novembre de 2007, fou segrestat per assaltants desconeguts a Bagdad. També ha estat detingut dues vegades per les forces armades dels Estats Units.

## Incident de la sabata

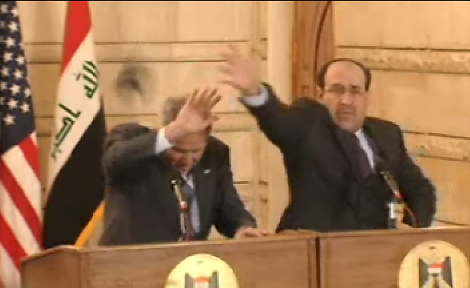
El president Bush intentant esquivar el llançament d'una sabata.

El 14 de desembre de 2008, va llançar les seves sabates al president dels EUA George W. Bush durant una conferència de premsa al Palau del Primer Ministre a Bagdad, un signe de molt mala educació a la cultura àrab i islàmica. El llançament de la sabata d'Al-Zaidi va acaparar l'atenció internacional. "Aquest és el petó de comiat del poble iraquià, gos" cridà Al-Zaidi en àrab durant el llançament de la primera sabata contra el president dels EUA. "Això és per les vídues i orfes i tots aquells assassinats a l'Iraq", cridà quan llançà la segona sabata. George W. Bush s'ajupí en dues ocasions, per tal d'evitar ser colpejat per les sabates. Posteriorment, Al-Zaidi fou reduït contra el terra per un altre periodista, abans de ser detingut, colpejat i expulsat de la sala pels guardaespatlles del Primer Ministre iraquià, Nuri Al Maliki. La portaveu de la Casa Blanca, Dana Perino fou colpejada a la cara amb una micròfon llançat erròniament per un guardaespatlles presidencial causant-li un blau al voltant de l'ull. Bush afirmà que alguns periodistes iraquians es disculparen en nom seu, i que ell agraí les disculpes. "Gràcies per disculpar-vos del comportament del poble iraquià. No em molesta". En to humorístic el president estatunidenc precisà, "Si voleu les dades, la talla de la sabata que ha llançat és un 10". Quan un altre periodista li preguntà sobre l'incident, Bush afirmà "És la manera de la gent d'aclaparar l'atenció. No sé quines són les intencions reals d'aquest noi. No m'he sentit gens amenaçat per ell".

## Llibertat
Després de passar nou mesos reclòs, Al-Zaidi sortí de la presó el 7 d'abril de 2009, segons informà la cadena de televisió Al-Bagdadia TV. Originàriament fou condemnat a tres anys de presó, però un tribunal d'apel·lació iraquià reduí la pena a un any de privació de llibertat. La justícia acceptà com a atenuant l'estat psicològic del periodista en el moment de cometre l'acte, especialment alterat a causa de l'ocupació estatunidenca al país. En el moment del seu alliberament, un dels seus germans afirmà que Al-Zaidi seria traslladat a un país àrab per a rebre tractament mèdic per les tortures patides durant l'empresonament.